# Proceratium numidicum
Proceratium numidicum är en myrart som beskrevs av Santschi 1912. Proceratium numidicum ingår i släktet Proceratium och familjen myror. Inga underarter finns listade i Catalogue of Life.